# Iranian Journal of Pharmaceutical Research
Das Iranian Journal of Pharmaceutical Research, abgekürzt Iranian J. Pharm. Res., ist eine wissenschaftliche Fachzeitschrift, die von der Schahid-Beheschti-Universität für Medizinische Wissenschaften und Gesundheitsdienste veröffentlicht wird. Die Zeitschrift erscheint mit vier Ausgaben im Jahr. Es werden Arbeiten veröffentlicht, die sich mit pharmazeutischen Fragestellungen beschäftigen.
Der Impact Factor lag im Jahr 2014 bei 1,065. Nach der Statistik des ISI Web of Knowledge wird das Journal mit diesem Impact Factor in der Kategorie Pharmakologie und Pharmazie an 213. Stelle von 254 Zeitschriften geführt.